# Albert (film fra 2015)
 For alternative betydninger, se Albert. (Se også artikler, som begynder med Albert)
Albert er en dansk animationsfilm fra 2015 med instruktion og manuskript af Karsten Kiilerich.

## Handling
Kalleby er verdens mindste og hyggeligste by, men da Albert bliver født er freden forbi. Han kommer for skade at vælte byens vartegn, statuen af ballonskipper Leopoldus, og kommer på kant med byens indbyggere i almindelighed. Det går imidlertid op for Albert at der er en større verden udenfor Kalleby, og han beslutter sig for at opsøge eventyret. Albert vil være ballonskipper, han vil gøre sin mor og far stolte og vende hjem til Kalleby i triumf.

## Stemmer
- Alfred Bjerre Larsen - Albert
- Oscar Dietz - Egon
- Asta Nordby - Jumilla
- Peter Zhelder - Rapollo, øvrige stemmer
- Thomas Bo Larsen - Gnalle
- Allan Olsen - Tubbe
- Troells Toya - Lange Palle, øvrige stemmer
- Bodil Jørgensen - Tahira, øvrige stemmer
- Kurt Ravn - Luftskipper Leopoldus
- Lars Ranthe - Alberts far
- Vibeke Ankjær Axværd - Alberts mor
- Erik Holmey - Borgmester, Politimand #2
- Morten Eisner - Gedebonden
- Kjeld Nørgaard - Gedepranger
- Michael Zuckow Mardorf - Politimand #1
- Pauline Rehné - Oversavet dame, Papegøje, øvrige stemmer
- Andreas Buchtrup Andersen - Stemme
- Andreas Lou Fehlend - Stemme
- Heidi C. Nielsen - Stemme
- Jørgen Lerdam - Stemme
- Karsten Kiilerich - Stemme
- Lasse Carlsen - Stemme
- Maria Cecilie Vejlgaard - Stemme
- Mathias Lou Fehrend - Stemme
- Mia Lerdam - Stemme
- Rasmus Skaarup - Stemme
- Rebecca Rønde Kiilerich - Stemme